# ネッツトヨタ瀬戸内
ネッツトヨタ瀬戸内（ねっつとよたせとうち）は、愛媛県松山市に本社を置く、トヨタ自動車の正規ディーラー（主にネッツ店、旧ビスタ店）である。

## 概要
愛媛県を販売エリアとするネッツ店である。元々はトヨタビスタ店だったが店舗統合により現在はネッツ店となっている。愛媛県エリアでは、同じネッツ店系列でネッツトヨタ愛媛がある。
また、レクサス店も運営していたが、2018年4月に「レクサス松山城北株式会社」として分離独立した。

## 店舗
- 本店･本社U-Carセンター - 愛媛県松山市　※AREA86
- めんどり店 - 愛媛県四国中央市
- 新居浜店 - 愛媛県新居浜市
- 今治店 - 愛媛県今治市
- 大洲店 - 愛媛県大洲市
- 宇和島店 - 愛媛県宇和島市
- R-11松山店 - 愛媛県松山市　※PIXIS STATION
- テクノショップ - 愛媛県松山市
- レクサス松山城北（株） - 愛媛県松山市

## 愛媛県内のその他のトヨタ車販売店
- ネッツトヨタ愛媛（ネッツ店(旧オート)/レクサス/フォルクスワーゲン/アウディ、ITMグループ）
- 愛媛トヨペット（トヨペット店、西山グループ）
- 愛媛トヨタ自動車（トヨタ店、西山グループ）
- トヨタカローラ愛媛（トヨタカローラ店）